# Алумян, Самвел Сумбатович
Самве́л Сумба́тович Алумя́н (арм. Սամվել Սմբատի Ալումյան; 3 мая 1941, Ереван — 7 сентября 1987, Бухарест) — советский и армянский пианист, педагог.

## Биография
Самвел Алумян родился 3 мая 1941 года в семье инженеров в Ереване. В 1948 году поступил в Музыкальную школу имени П. И. Чайковского в Ереване в класс С. А. Апоян, затем учился у А. В. Айказян. В 1959—1964 годах учился в Московской консерватории по классу фортепиано Якова Владимировича Флиера. В 1966 по его же руководством окончил аспирантуру.
В 1966—1968 годах работал в Ереванской консерватории. Затем в 1968 году по приглашению Якова Флиера переехал в Москву, где начал преподавать в Московской консерватории. Способствовал формированию таких пианистов, как М. Плетнёв и Н. Коган. С 1973 вёл свой класс и параллельно работал ассистентом Флиера. Воспитал свыше 30 студентов, среди них: А. Балакаускас, Д. Григорян, В. Дяченко, И. Ермилова, А. Иванов, К. Кнорре, В. Лихперова, А. Лушин, Д. Мамбетова, Л. Мартинес, М. Никешичев, Ю. Оганесов, А. Резник, А. Романова, М. Султанова, С. Татубаева, Э. Теплухина, А. Токарев, А. Турянская, Д. Хакимова, Е. Чемберджи.
Выступал как солист и ансамблист, с 1967 года гастролировал за рубежом. Был инициатором цикла концертов «Фортепианные фантазии».
Лауреат международных конкурсов пианистов «Пражская весна» имени Б. Сметаны (Прага, 1963, 3-я премия), имени Дж. Энеску (Бухарест, 1967, 1-я премия) и других.